# Хроники из жизни Хайди
«Хроники из жизни Хайди» (англ. The Heidi Chronicles) — американский телефильм 1995 года, снятый по адаптированному сценарию Уэнди Вассерштейн. Сценарий опирался на одноимённую пьесу 1989 года её же авторства. В своё время пьеса получила Пулитцеровскую премию. Телефильм также был многократно номинирован на различные кинопремии.

## Сюжет
Сюжет фильма «Хроники из жизни Хайди» основан на реальной истории жизни писательницы и феминистки Хайди Холланд.

## В ролях
- Джейми Ли Кёртис — Хайди Холланд
- Ким Кэттролл — Сьюзан
- Том Халс — Питер Патроне
- Питер Фридман — Скуп Розенбаум
- Ив Гордон — Лиза
- Шэрон Лоуренс — Джилл
- Джули Уайт — Фран
- Шари Белафонте — Эйприл Ламберт
- Джон Сент Райан — Ник
- Джессика Хехт — Хлоя

## Награды и номинации
Список наград и номинаций приведён в соответствии с данными IMDb.
| Год  | Премия                                                          | Категория                                                         | Имя                                            | Результат |
| ---- | --------------------------------------------------------------- | ----------------------------------------------------------------- | ---------------------------------------------- | --------- |
| 1996 | Эмми                                                            | Лучший актёр второго плана в мини-сериале или телефильме          | Том Халс                                       | Победа    |
| 1996 | Эмми                                                            | Лучшая режиссура в мини-сериале или телефильме                    | Пол Богарт                                     | Номинация |
| 1996 | Эмми                                                            | Лучший телевизионный фильм года                                   | Лиэнн Мур, Майкл Брэндмен, Стивен Дж. Брэндмен | Номинация |
| 1996 | Эмми                                                            | Лучшая работа стилиста по причёскам в мини-сериале или телефильме | Синтия Ромо                                    | Номинация |
| 1996 | Золотой глобус                                                  | Лучший мини-сериал или телефильм                                  |                                                | Номинация |
| 1996 | Золотой глобус                                                  | Лучшая мужская роль второго плана в мини-сериале или телефильме   | Том Халс                                       | Номинация |
| 1996 | Золотой глобус                                                  | Лучшая женская роль в мини-сериале или телефильме                 | Джейми Ли Кёртис                               | Номинация |
| 1996 | CableACE Award                                                  | Лучшая мужская роль второго плана в мини-сериале или телефильме   | Том Халс                                       | Победа    |
| 1996 | Премия Американского общества специалистов по кастингу «Artios» | Лучший подбор актёров в телефильме недели                         | Джул Бестроп                                   | Номинация |